# Un gând, un vis, Doyle... și-un pix
Un gând, un vis, Doyle… și-un pix este un film românesc din 2012 regizat de Bogdan Ilie-Micu. Rolurile principale au fost interpretate de actorii Mihai Barbu.

## Distribuție
Distribuția filmului este alcătuită din:
- Ionuț Kivu — voce narator
- Mihai Barbu